# Oave
Az Oave (angolul Mount Oave, franciául Mont Oave) a Marquises-szigetek (ami a Francia Polinézia részét képezi) legmagasabb pontja. A vulkanikus eredetű hegy 1230 méterrel emelkedik a Csendes-óceán víztükre fölé, az Ua Pou szigeten. Bazaltból épül fel. Oldalán sok kitüremkedés látható. 1979 és 1985 között szerepelt francia bélyegeken. Az 55. legnagyobb izolált csúcs a világon.

### Lásd még
- Marquises-szigetek
- Francia Polinézia